# Nelson Island (Südliche Shetlandinseln)
Nelson Island (bisweilen auch als Nelson’s Island bezeichnet) ist eine subantarktische Insel im Archipel der Südlichen Shetlandinseln, etwa 110 km vor dem antarktischen Kontinent gelegen.

## Geographie
Nelson Island liegt südwestlich von King George Island, der größten Insel des Archipels, von der sie durch die nur 400 Meter breite Fildes Strait getrennt ist. Von Robert Island im Südwesten ist sie durch die 10 km breite Nelson Strait getrennt. Die Insel ist 20 km lang, bis zu 11 km breit und weist eine Fläche von etwa 192 km² auf. Rund 90 % der Insel sind vergletschert, an der Westspitze sowie im Nordosten der Insel gibt es größere eisfreie Flächen. An der Edgell Bay im Nordosten befindet sich die tschechische Forschungsstation ECO Nelson.

## Umweltschutz
Am Westkap der Insel, Harmony Point, ist ein 30,69 km² großes Gebiet als besonders geschütztes Gebiet (Antarctic Specially Protected Area) Nr. 133 ausgewiesen. Als schützenswert gelten die hier gelegenen Brutkolonien von zwölf Meeresvogelarten. Darunter befindet sich eine der größten Kolonien des Zügelpinguins mit etwa 90.000 Paaren.

## Geschichte
Die Insel wurde im Oktober 1819 von William Smith entdeckt und ein Jahr später von Edward Bransfield grob kartiert und für die britische Krone als Nelson Island in Besitz genommen. Die Benennung erfolgte wahrscheinlich nach dem Schiff Nelson. Am 25. Januar 1821 wurde sie von der russischen Expedition unter Fabian Gottlieb von Bellingshausen erneut entdeckt und Leipzig-Insel (Ostrow Leipzig) nach dem Ort der Völkerschlacht von 1813 genannt. Die Insel trug unter den Robbenschlägern auch kurz den Namen O’Cain’s Island und wurde von James Weddell Strachan Island genannt. Letztlich setzte sich, außer in Russland, der Name Nelson Island durch.